# Bobonaro (Suco)
Bobonaro (tetum Bobonaru, auch Aubá, Bubo Naro, Babonaro) ist ein Suco im Verwaltungsamt Bobonaro (Gemeinde Bobonaro) in Osttimor. Der Name leitet sich vom Tetum-Wort „Buburbnaru“ ab.

## Geographie

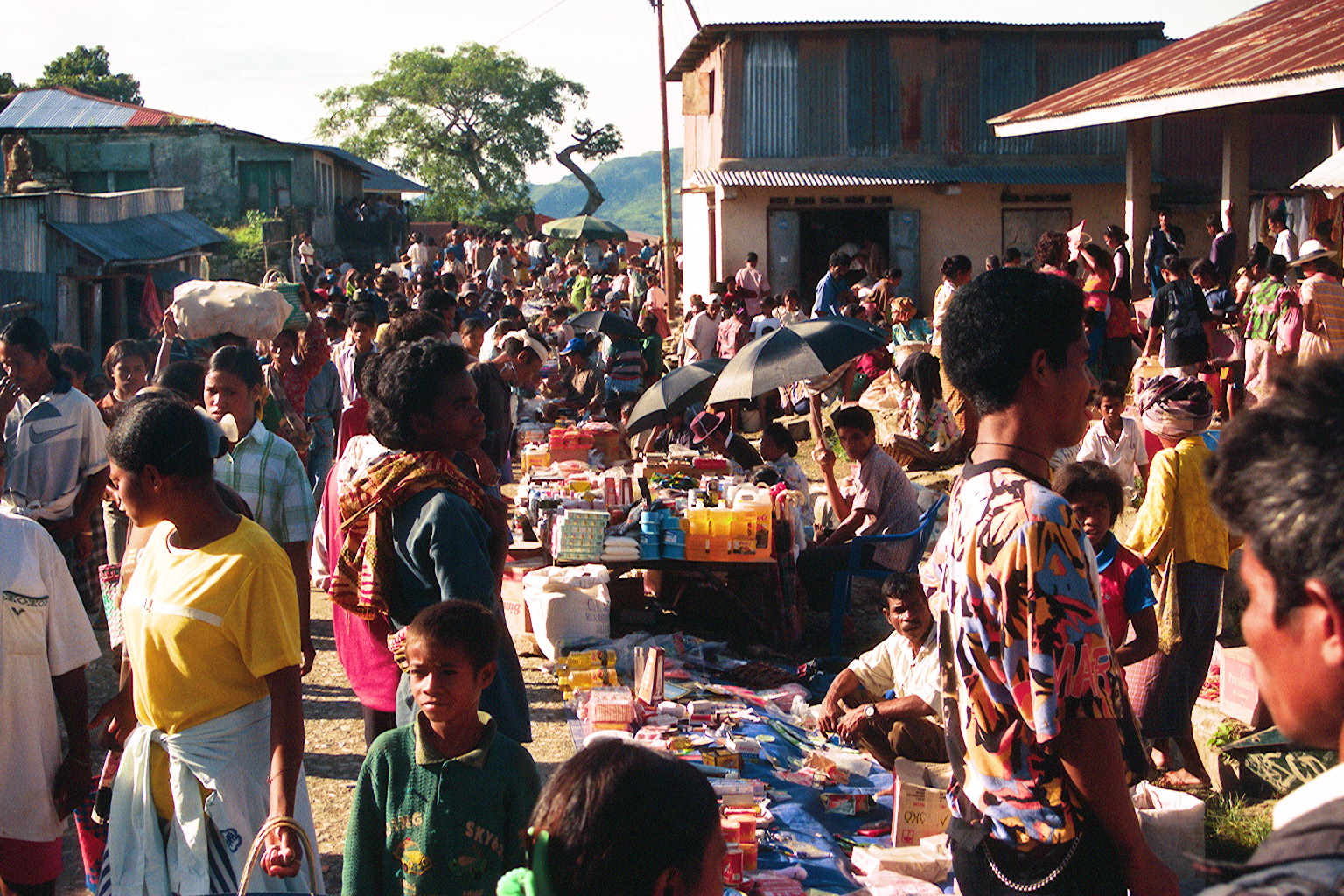
Der Markt von Bobonaro

Der Suco Bobonaro liegt im Zentrum des gleichnamigen Verwaltungsamts. Im Norden liegen die Sucos Ritabou, Malilait und Lourba, im Osten der Suco Lepo, im Südosten Lour, im Süden der Suco Ai-Assa und im Nordwesten der Suco Oeleo. Im Nordwesten entspringt der Fluss Anaslota, der zum Flusssystem des Lóis gehört. Von Nord nach Süd durchfließt der Loumea den Suco. Der Suco Bobonaro hat eine Fläche von 11,83 km² und teilt sich drei Aldeias Lactil (Laktil), Lesigatal (Lesi Gatal) und Tuluata. Die Aldeia Tas-Masac wurde 2009 aufgelöst.
Der Ort Bobonaro liegt im Nordwesten des Sucos und reicht in den Süden des Sucos Malilait hinein. Südwestlich von Bobonaro liegen die Orte Lactil und Lesigatal, südöstlich die Dörfer Buteri, Holital (Holtal), Mautaloh und Tuluata. Weiter östlich befinden sich die Ortschaften Kulumba und Bok (Hok) und jenseits des Flusses Loumea die Dörfer Lalebol und Maucugum (Maucugun).
Der Markt in Bobonaro hat regionale Bedeutung und gilt touristisch als sehenswert. Die Pfarrkirche Igreja da Imaculada Conceição Bobonaro ist der Kirche ist der Unbefleckten Empfängnis Marias geweiht. Neben der Grundschule in Bobonaro gibt es eine weitere in Maucugum. In Bobonaro steht zudem eine Sekundarschule und eine medizinische Station sowie eine Sendeanlage der Timor Telecom. Die Überlandstraße aus Maliana durchquert den Nordwesten des Sucos und führt weiter nach  Ermera.

## Einwohner
Der Suco hat 1.740 Einwohner (2022), davon sind 824 Männer und 916 Frauen. Im Suco gibt es 341 Haushalte. Etwa 95 % der Einwohner geben Bunak als ihre Muttersprache an. Unter 5 % sprechen jeweils Tetum Prasa und Kemak, kleine Minderheiten Mambai oder Habun.

## Geschichte

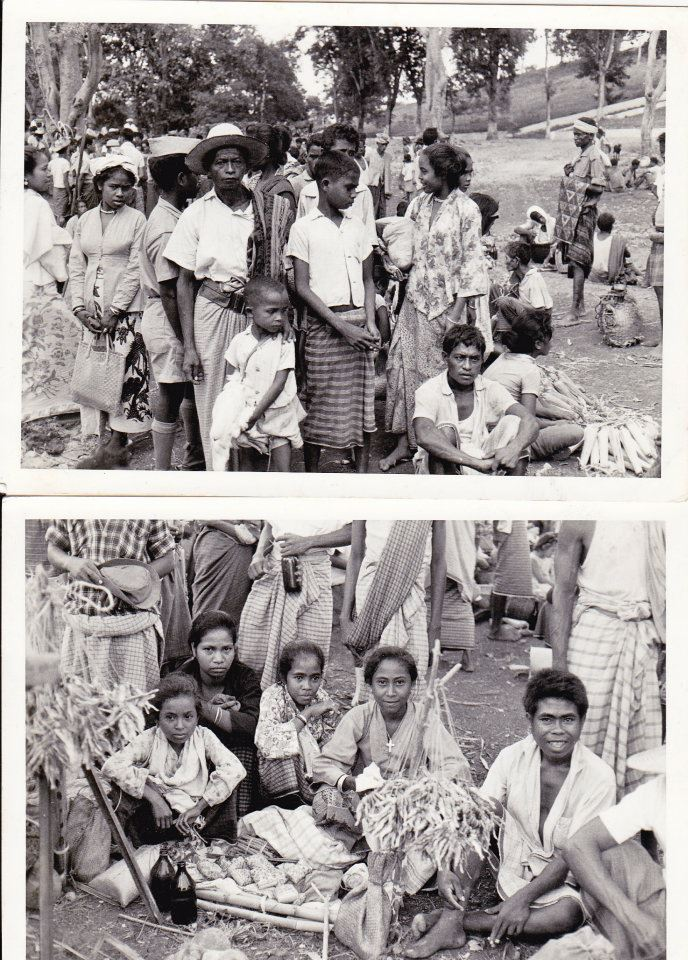
Markt von Bobonaro (Dezember 1968)

Während der portugiesischen Kolonialzeit war Bobonaro zeitweise auch die Hauptstadt des damaligen Kreises Fronteira und später des Kreises Bobonaro, bevor Maliana diese Rolle übernahm. Im 20. Jahrhundert hatte die portugiesische Kavallerie in Bobonaro einen Stützpunkt. 1942 operierten in der Region alliierte Truppen in der Schlacht um Timor, im Kampf gegen die Japaner. Am 10. August 1942 bombardierten die Japaner Bobonaro, wo die Australier ein Quartier errichtet hatten. Kurz darauf kontrollierte Japan das Gebiet. Später bombardierten auch die Australier Bobonaro.
Nach dem Zweiten Weltkrieg war die 5. Kavallerieschwadron (ECAV 5) der Portugiesen in Bobonaro stationiert. Im Dezember 1974 wurde sie mit der aufgelösten 6. Kavallerieschwadron aus Atabae zur Kavalleriegruppe Fronteira (deutsch Grenze) zusammengelegt. Bis zum Ende der portugiesischen Herrschaft auf Timor blieb sie in Bobonaro stationiert. Heute befindet sich an der Stelle der Kaserne der Sitz des Verwaltungsamtes Bobonaro (Lage).

## Politik
Bei den Wahlen von 2004/2005 wurde Abílio de Araújo zum Chefe de Suco gewählt. Bei den Wahlen 2009 gewann Esteves Barreto, 2016 Domingos Belo und 2023 Abel Noronha dos Santos.

## Persönlichkeiten
- António Verdial de Sousa (* 1963), Politiker
- Victor Ramos (Boxer) (* 1970), Boxer.[15]